# Пчелиный волк
Пчели́ный волк, или европе́йский фила́нт (лат. Philanthus triangulum) — насекомое семейства песочных ос (Crabronidae) отряда перепончатокрылых (Hymenoptera).
При массовом распространении филант наносит огромный ущерб пасекам, так как для того, чтобы выкормить одну личинку филанта, необходимо от четырёх до шести пчёл.

## Описание
Достигает 8—17 мм в длину. От обычной осы отличается размером головы и ярко-жёлтой окраской.

## Ареал
Водится в Средней Азии, на Кавказе, в средней полосе России.

## Развитие
Филант устраивает гнёзда в земле на южных оголённых склонах оврагов, откосов и канав, вырывая норы до полуметра глубиной. На усиках самки живут и размножаются стрептомицеты, чьи антибиотики в дальнейшем защищают расплод осы от почвенных микроорганизмов.

## Экология
Самцы питаются растительной пищей. Самки охотятся на пчёл. Обнаружив насекомое с характерной окраской, самка останавливается с подветренной стороны и, если чувствует запах пчелы, то нападет на неё в полёте и парализуют её ядом, вводя жало под подбородок, где хитин тонок. Отсюда яд быстрее проникает в область головного нервного узла. После этого самка филанта, присев где-нибудь и прочно обхватив пчелу лапками, надавливает на брюшко пчелы и съедает вытекшую из зобика пчелы каплю нектара. Это делается для того, чтобы обезопасить личинок, так как для них нектар токсичен. Затем она относит пчелу в гнездо, где использует для выкармливания личинок.
Эта оса обладает поистине удивительной памятью. Она способна находить норку, запоминая расположение разных предметов вокруг неё. Перед тем, как улететь, многие осы кружатся над гнездом, запоминая основные вехи на пути к нему. Если пчелиного волка отнести от норки на значительное расстояние, то он вернётся к ней кратчайшим путём.

## Подвиды и формы
- Подвид: Philanthus triangulum abdelcader (Lepeletier, 1845)
- Подвид: Philanthus triangulum diadema (Fabricius 1781)
- Подвид: Philanthus triangulum triangulum (Fabricius, 1775)
- Форма: Philanthus triangulum f. abdelkader (Balthasar, 1954)[4]

## Галерея

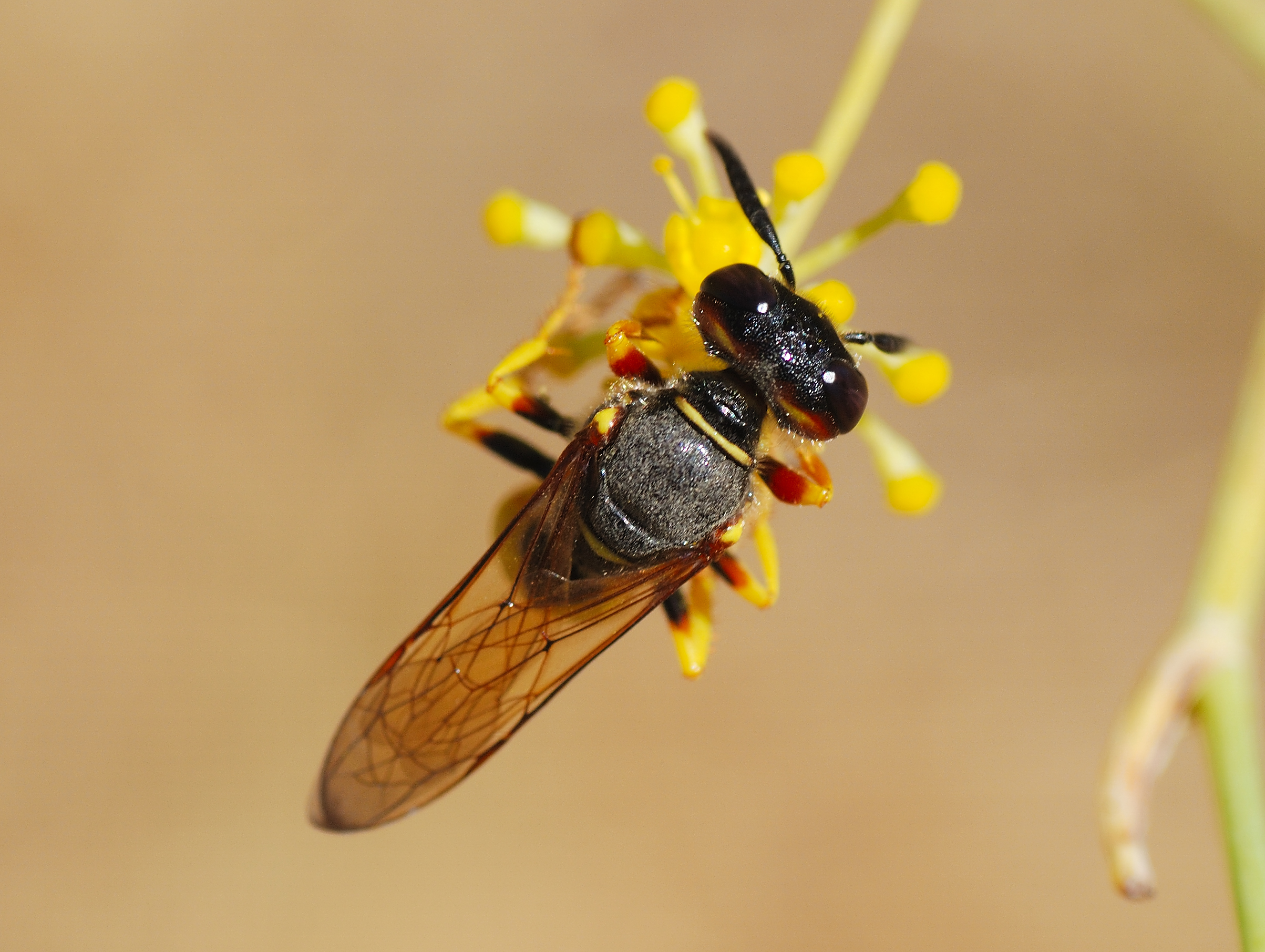
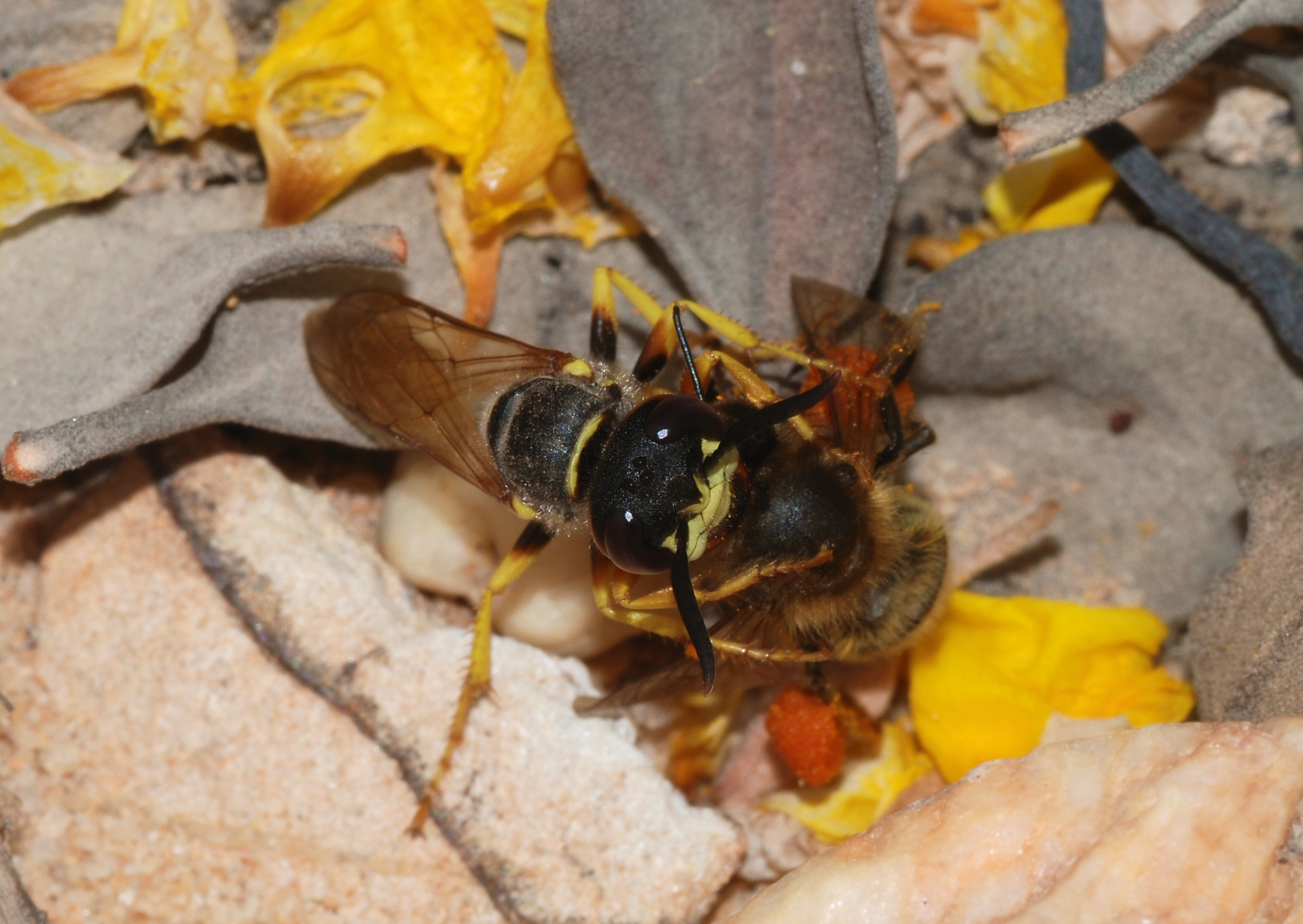
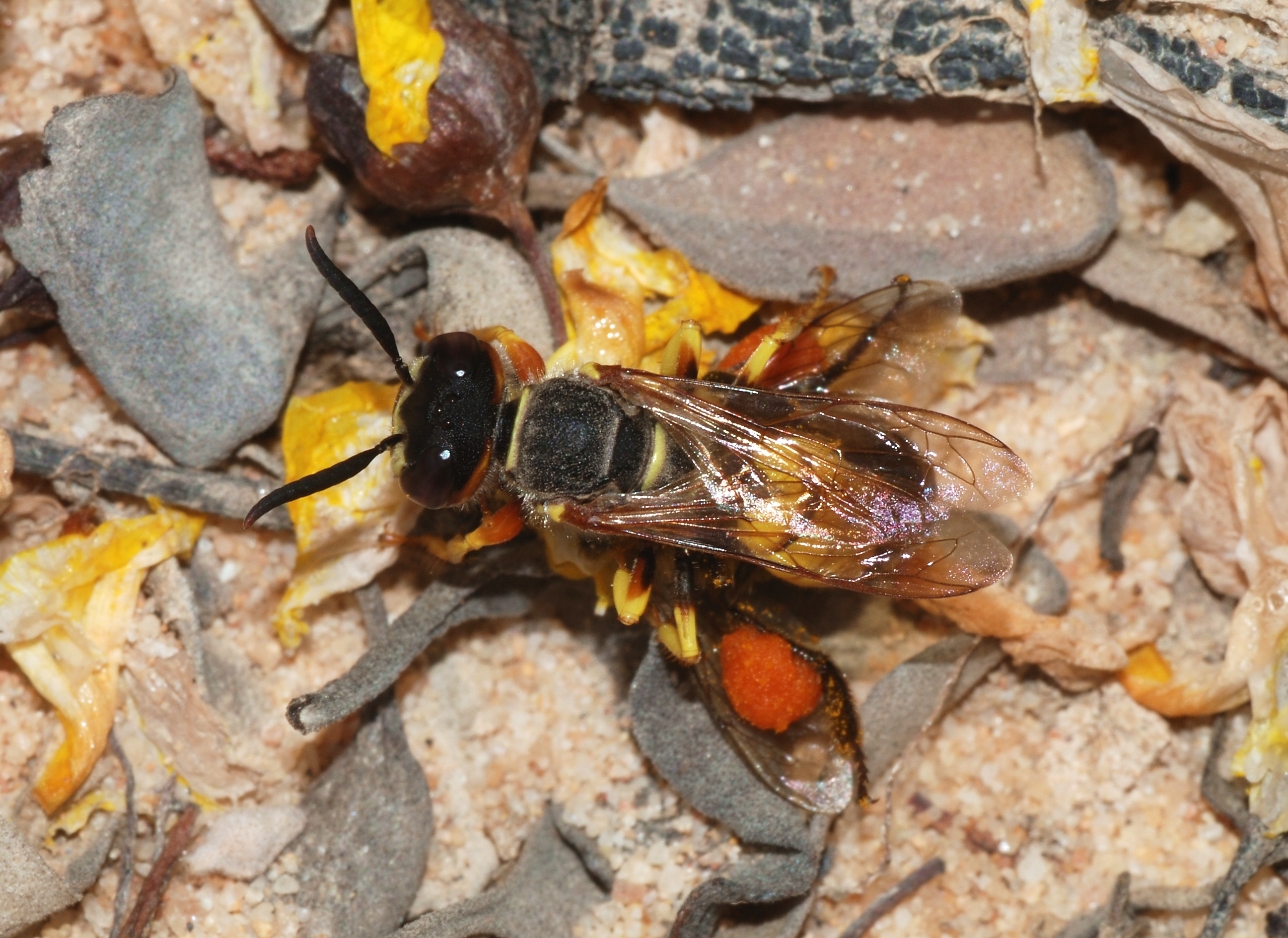
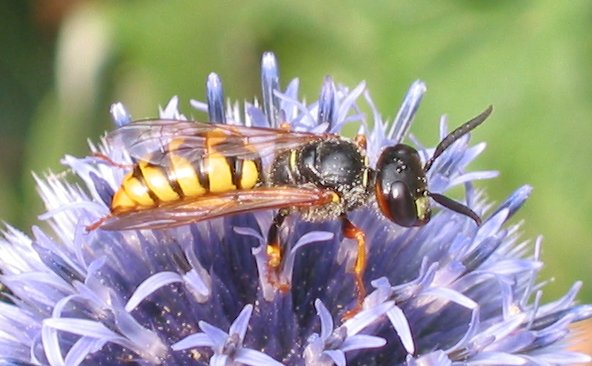
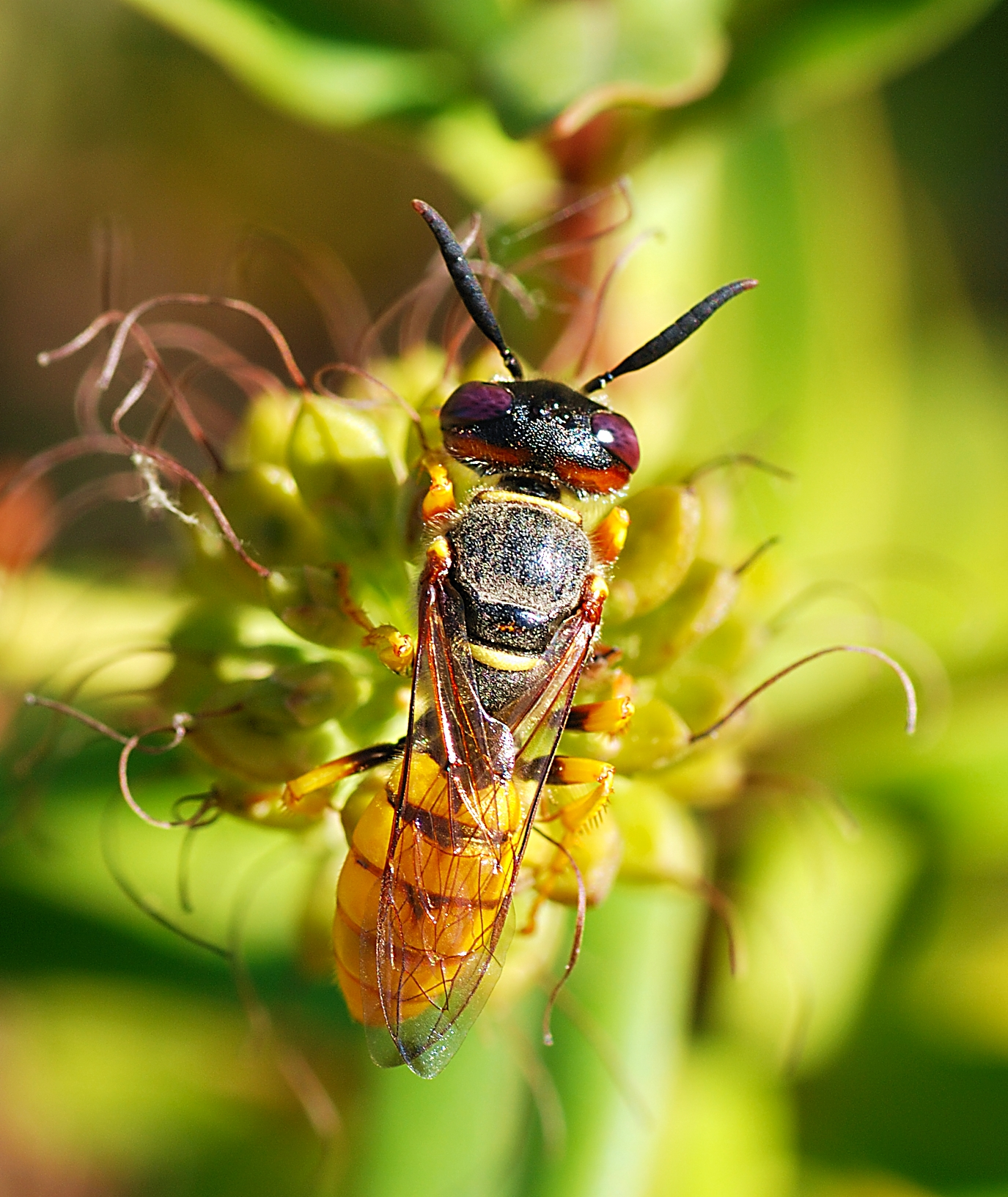